# The Dialectic of Sex
The Dialectic of Sex: The Case for Feminist Revolution é um livro de 1970 da ativista feminista radical Shulamith Firestone. Escrito ao longo de alguns meses, quando Firestone tinha 25 anos, é considerado um clássico do pensamento feminista. Foi publicado em português como A dialética do sexo: um estudo da revolução feminista em 1976 pela Labor do Brasil.
Para Firestone, o “sistema de classes sexuais” é anterior e mais profundo do que qualquer outra forma de opressão, e a erradicação do sexismo exige uma reorganização radical da sociedade. O objetivo da revolução feminista, escreveu ela, deve ser “não apenas a eliminação do privilégio masculino, mas da própria distinção sexual.”:11

## Resumo
Firestone argumenta que a divisão biológica dos humanos com base nos papéis reprodutivos é a raiz da subordinação das mulheres, perpetuando um sistema patriarcal mais evidente na família nuclear. Ela imagina um futuro em que úteros artificiais libertam as mulheres da maternidade, tornando a gravidez obsoleta. Nesta utopia comunista cibernética, todo o trabalho, não apenas o reprodutivo, seria automatizado, erradicando a base da opressão tradicional.

## Recepção
The Dialectic of Sex é um clássico feminista. Mary Anne Warren descreveu-o em 1980 como "a apresentação mais clara e ousada até agora da posição feminista radical".:155 Arthur Marwick classificou-o como um dos dois textos-chave do feminismo radical, juntamente com Sexual Politics, de Kate Millett. Jeff Hearn descreve a abordagem de Firestone como tendo um significado duradouro no reavivamento do interesse na sexualidade e na reprodução como base do patriarcado.
Segundo Firestone, Valerie Solanas, autora do SCUM Manifesto, disse-lhe que não gostava de The Dialectic of Sex.
A jornalista americana Susan Faludi escreveu em 2013 que, embora criticados por seu radicalismo, os princípios básicos de The Dialectic of Sex tiveram um significado duradouro. Firestone imaginou a reprodução fora do útero, e crianças sendo criadas por coletivos e tendo o direito de deixar situações abusivas. “Como era de esperar”, escreveu Faludi, “a[s] proposta[s] estimularam mais indignação do que pensamento novo, embora muitas das ideias de Firestone — os direitos das crianças, o fim do trabalho ‘masculino’ e do casamento tradicional, e as relações sociais alteradas através de uma revolução informática ‘cibernética’ — tenham provado ser proféticas”.